# Mouloud Feraoun
Mouloud Feraoun (ur. 8 marca 1913 w Tizi Habi, Algieria – zm. 15 marca 1962 w Algierze) – francuskojęzyczny pisarz algierski.
Feroun urodził się w wiosce berberskiej, w północnej części Algierii, w masywie gór Dżur-Dżura. Po ukończeniu studiów rozpoczął pracę jako nauczyciel, żywo uczestnicząc w ruchu niepodległościowym.
W swych powieściach przedstawił sugestywny obraz algierskiej wsi kilka lat przed uzyskaniem niepodległości. Jego Dzienniki 1955-1962 są przejmującym dokumentem wojny algierskiej.
W 1962 roku został zamordowany przez oddziały OAS zaledwie trzy dni przed proklamowaniem niezależności kraju. 
Po polsku ukazały się przekłady dwóch jego powieści: Le fils du pauvre (debiut z 1950) jako Syn biedaka w przekładzie Jerzego Pańskiego (Warszawa 1972) oraz La Terre et le sang (z 1953 roku) jako Ziemia i krew - przekład Stefana Kozickiego (Warszawa 1958).
|